# Jamie Hamilton
Jamie Hamilton, född 15 november 1900 i Indianapolis, Indiana, död 24 maj 1988, var en amerikansk-skotsk roddare som tävlade för Storbritannien under Olympiska sommarspelen 1928 och där vann en silvermedalj. Han grundade också bokförlaget Hamish Hamilton Limited.